# Gouvernement MacDonald I
Royaume-Uni
Baldwin I Baldwin II
Le gouvernement MacDonald (1) (en anglais : First MacDonald ministry) est un gouvernement du Royaume-Uni, entre le 22 janvier 1924 et le 4 novembre 1924.

## Historique du mandat
Dirigé par le nouveau Premier ministre travailliste Ramsay MacDonald, ce gouvernement est constitué et soutenu par le parti travailliste qui dispose seul, de 191 sièges sur 615 soit 31,1 % des sièges à la chambre des communes. Les libéraux, qui détiennent 158 sièges, soit 25,7 % de la chambre, soutiennent ce gouvernement mais n'y participe pas. 
Il est formé à la suite des élections générales du 6 décembre 1923.
Ces élections aboutissent à un parlement sans majorité où les conservateurs dominent avec 258 élus, suivi par les travaillistes avec 191 sièges. Les libéraux (158 sièges) soutiennent ce gouvernement sans y participer. Mac Donald devient le premier travailliste à accéder au poste de premier ministre. Il forme un cabinet où l'on retrouve l'ancien chef travailliste, John Clynes mais également l'ancien secrétaire libéral à la Guerre, Richard Haldane au poste de Lord chancelier. Un poste qu'il a déjà occupé.
Si le gouvernement MacDonald ne dispose pas d'une majorité à la Chambre des communes, il n'a presque aucun représentant à la Chambre des lords. Avant l'arrivée au pouvoir des travaillistes, le seul lord travailliste à la Chambre des lords est John Wodehouse (2e comte de Kimberley), depuis 1920, accompagné à partir du début des années 1920 de Herbrand Sackville (9e comte De La Warr), partisan du parti sans toutefois en être membre. Francis Russell (2e comte Russell) est l'autre sympathisant proche du parti, sans en être membre. Ramsay MacDonald, opposé au principe de sièges héréditaires mais ayant besoin de représentants à la chambre haute, obtient du roi George V de créer des titres de noblesse pour trois membres du Parti travailliste, que le Premier ministre choisit parmi des hommes n'ayant pas d'héritier : Sydney Olivier, Christopher Thomson et Sydney Arnold. C'est ainsi en 1924 que se constitue pour la première fois un groupe parlementaire travailliste à la Chambre des lords,,,.
À la suite de l'Affaire Campbell, le gouvernement tombe lors d'un vote de confiance à la chambre des communes par 364 oui contre 198 non.
Lors des élections générales du 29 octobre 1924, les conservateurs remportent largement le scrutin avec 46,8 % des suffrages et 412 élus. Stanley Baldwin, qui avait précédé MacDonald, redevient premier ministre.

## Composition

### Initiale (23 mai 1945)
| Fonction | Titulaire | Titulaire           | Parti        |
| --- | --------- | ------------------- | ------------ |
| Premier ministre Premier Lord au Trésor Leader de la Chambre des communes Secrétaire d’État aux Affaires étrangères |           | Ramsay MacDonald    | Travailliste |
| Lord chancelier Leader de la Chambre des lords                                                                      |           | Richard Haldane     | Travailliste |
| Lord président du Conseil                                                                                           |           | Charles Cripps      | Travailliste |
| Lord du sceau privé Leader adjoint de la Chambre des lords                                                          |           | John Clynes         | Travailliste |
| Chancelier de l'Échiquier                                                                                           |           | Philip Snowden      | Travailliste |
| Secrétaire d'État à l'Intérieur                                                                                     |           | Arthur Henderson    | Travailliste |
| Premier Lord de l'Amirauté                                                                                          |           | Frederic Thesiger   | Indépendant  |
| Secrétaire d'État à la Guerre                                                                                       |           | Stephen Walsh       | Travailliste |
| Secrétaire d'État à l'Air                                                                                           |           | Christopher Thomson | Travailliste |
| Secrétaire d'État aux Colonies                                                                                      |           | James Henry Thomas  | Travailliste |
| Secrétaire d'État à l'Inde                                                                                          |           | Sydney Olivier      | Travailliste |
| Ministre de l'Agriculture                                                                                           |           | Noel Buxton         | Travailliste |
| Président du Conseil de l'éducation                                                                                 |           | Charles Trevelyan   | Travailliste |
| Ministre de la Santé                                                                                                |           | John Wheatley       | Travailliste |
| Ministre du Travail                                                                                                 |           | Thomas Shaw         | Travailliste |
| Chancelier du duché de Lancastre                                                                                    |           | Josiah Wedgwood     | Travailliste |
| Maître général des Postes                                                                                           |           | Vernon Hartshorn    | Travailliste |
| Secrétaire pour l'Écosse                                                                                            |           | William Adamson     | Travailliste |
| Président de la chambre de commerce                                                                                 |           | Sidney Webb         | Travailliste |
| Premier commissaire aux travaux                                                                                     |           | Fred Jowett         | Travailliste |